# John Kagwe
John Kagwe (John Karunga Kagwe; * 9. Januar 1969 im Nyandarua District) ist ein ehemaliger kenianischer Marathonläufer.
1994 kam er beim Boston-Marathon auf den 16. Platz und wurde Dritter beim Twin Cities Marathon. Im Jahr darauf gewann er den Pittsburgh-Marathon und wurde Fünfter beim New-York-City-Marathon, und 1996 wurde er Sechster beim Lissabon-Halbmarathon und Vierter in New York City.
1997 gewann er den Prag-Marathon, wurde Zweiter beim Philadelphia-Halbmarathon und siegte in New York City, und 1998 gelang ihm nach einem fünften Platz in Boston die Titelverteidigung in New York City. 1999 wurde er jeweils Fünfter in Boston und in New York City, 2000 Sechster in Boston.
Sein nächster großer Erfolg war der Sieg beim Rock ’n’ Roll Marathon 2001. Beim Philadelphia-Halbmarathon wurde er Fünfter, beim Portugal-Halbmarathon Vierter und in New York City Siebter.
2002 folgte ein siebter Platz beim Chicago-Marathon, 2003 ein neunter und 2004 ein siebter in New York City, und 2005 wurde er Neunter beim Los-Angeles-Marathon.

## Persönliche Bestzeiten
- Halbmarathon: 1:01:18 h, 28. September 1997, Philadelphia
- Marathon: 2:08:12 h, 2. November 1997, New York City